# Mohammed Bey Malamli
 (janvier 2020).
Si vous disposez d'ouvrages ou d'articles de référence ou si vous connaissez des sites web de qualité traitant du thème abordé ici, merci de compléter l'article en donnant les références utiles à sa vérifiabilité et en les liant à la section « Notes et références ».
Mohammed Bey Malamli ou Mohammed Bey Manamanni,  de son nom Mohammed Bey ben Khan (en arabe: محمد محمدي باي بن خان), d'origine turque, est un bey de Constantine, qui règne de décembre 1824, à fin juillet 1826 (1241 de l'Hégire).

## Biographie
Mohammed Bey Malamli âgé lorsqu'il est nommé bey de Constantine, sénile et parlant avec difficulté le dialecte constantinois, il délaisse les affaires politiques de sa province.
Il constitue son makhzen :
- Le Calife Bakir-Khoudja;
- Le Caïd Moustafa-bon-el-Abiad;
- Le bach-serradj (chef des écuries du bey) Abdallah-ben-Zekri;
- Le Bach-Mekaheli (chef de bataillon) Es-Semmari;
- L'agha-ed-deïra (chef militaire des deïra) Bouzian-ben-el-Eulmi;
- Le bach-kateb (secrétaire du bey) HadjAbd-er-Rahmari-ben-Nâmoun;
- Chaouche Mohammed-Cedrati;
- Le Caïd-el-Aouassi (fonctions administratives, judiciaires et financières) Mahmoud-ben-Tchakeur;

Sénile, lors d'une sortie entre Guelma et Souk Ahras, il emprisonne Ahmed-ben-el-Hamlaouï (futur Calife), et décapite Ben-Ameur, chef de l'opération militaire. Sa santé mentale devenant de plus en plus inquiétante, lors d'une expédition au Sahara, contre les Oulad-Darradj et les Oulad-Naïl, il détruit les tentes et égorge plus de 40 000 moutons. Il nomme Mahmoud-ben-Tchakeur au rang de calife, qui profitera de ce rang pour piller le trésor, juger et condamner selon son bon vouloir, ces actes qui arriveront aux oreilles du dey d'Alger, le perdra ainsi que Mohammed-Bey. Ce dernier, assigné à résidence à Koléa, restera dans cette ville et survivra plus de dix ans après la conquête d'Alger par les Français.